# Villaspasantes
Villaspasantes (llamada oficialmente San Xoán de Vilaspasantes) es una parroquia y una aldea española del municipio de Cervantes, en la provincia de Lugo, Galicia.

## Organización territorial
La parroquia está formada por siete entidades de población:
- A Pintinidoira
- As Covas
- Bazal
- Ferreiradevés
- O Vilar de Ferreira
- Santa Mariña
- Vilaspasantes

## Demografía

### Parroquia
| Gráfica de evolución demográfica de Villaspasantes (parroquia) entre 2000 y 2019 |
|                                                                                  |
| Datos según el nomenclátor publicado por el INE.                                 |

### Aldea
| Gráfica de evolución demográfica de Vilaspasantes (aldea) entre 2000 y 2019 |
|                                                                             |
| Datos según el nomenclátor publicado por el INE.                            |